# Pyrrhopoda mantis
Pyrrhopoda mantis är en skalbaggsart som beskrevs av Ernst Gustav Kraatz 1880. Pyrrhopoda mantis ingår i släktet Pyrrhopoda och familjen Cetoniidae. Inga underarter finns listade i Catalogue of Life.